# Leptotarsus munroi
Leptotarsus munroi är en tvåvingeart som först beskrevs av Alexander 1921.  Leptotarsus munroi ingår i släktet Leptotarsus och familjen storharkrankar. Inga underarter finns listade i Catalogue of Life.